# Heinrich Schweiger
Heinrich Schweiger, född 23 juli 1931 i Wien, död 14 juli 2009 i Salzburg, var en österrisk skådespelare inom teater och film. Han började sin skådespelarbana 1949, och kom att spela flera roller på Wiens teaterscener. Han medverkade även i filmer och TV-produktioner från 1953 fram till 2006.

## Filmografi, urval
- 1959 – Sommaren med Liselotte
- 1971 – Trotta